# Chipa
A chipa (ou chipá) é uma iguaria tradicional da culinária paraguaia. Tem suas origens nas missões jesuíta e franciscana da Governação do Paraguai (Vice-Reino do Peru), conforme registrado nas crônicas dos séculos XVI, XVII e XVIII. Em geral, o preparo de sua massa requer polvilho, óleo vegetal ou azeite de oliva, queijo ralado, ovos e sal. Após pronta a massa, as chipas são moldadas em forma de "ferradura" e levadas ao forno, para assar. Pode-se acrescentar margarina no lugar do óleo vegetal.
O pão de queijo brasileiro é uma das variações sul-americanas da receita.

## Origem
Alguns revisionistas históricos apontam que, na era do vice-reinado, o viajante alemão Ulrich Schmidl já falava sobre a receita daquele pão de amido que os Carijós-Guaraníes faziam. Schmidl se encarregou de anotar no diário de bordo do navio espanhol em que chegava a expedição comandada por Juan de Ayolas, que mais tarde chegaria a Assunção, dando assim o primeiro encontro espanhol com os Carijós-Guaraníes. Antes de ser conhecido como chipa, havia um cardápio que já fazia parte de uma das variedades de pão que os carijós tinham nos primeiros tempos da conquista. Naquela época, a comida anterior à chipa era conhecida como "mbujape" ou "mbuyapé", que traduzido do guarani significa "pão". Para fazer o mbuyapé, misturava-se farinha de milho ou fécula de mandioca com gordura animal, depois envolvia-se em uma folha de bananeira e colocava-se no "tanimbú" (cenzeiro) para cozinhá-lo.

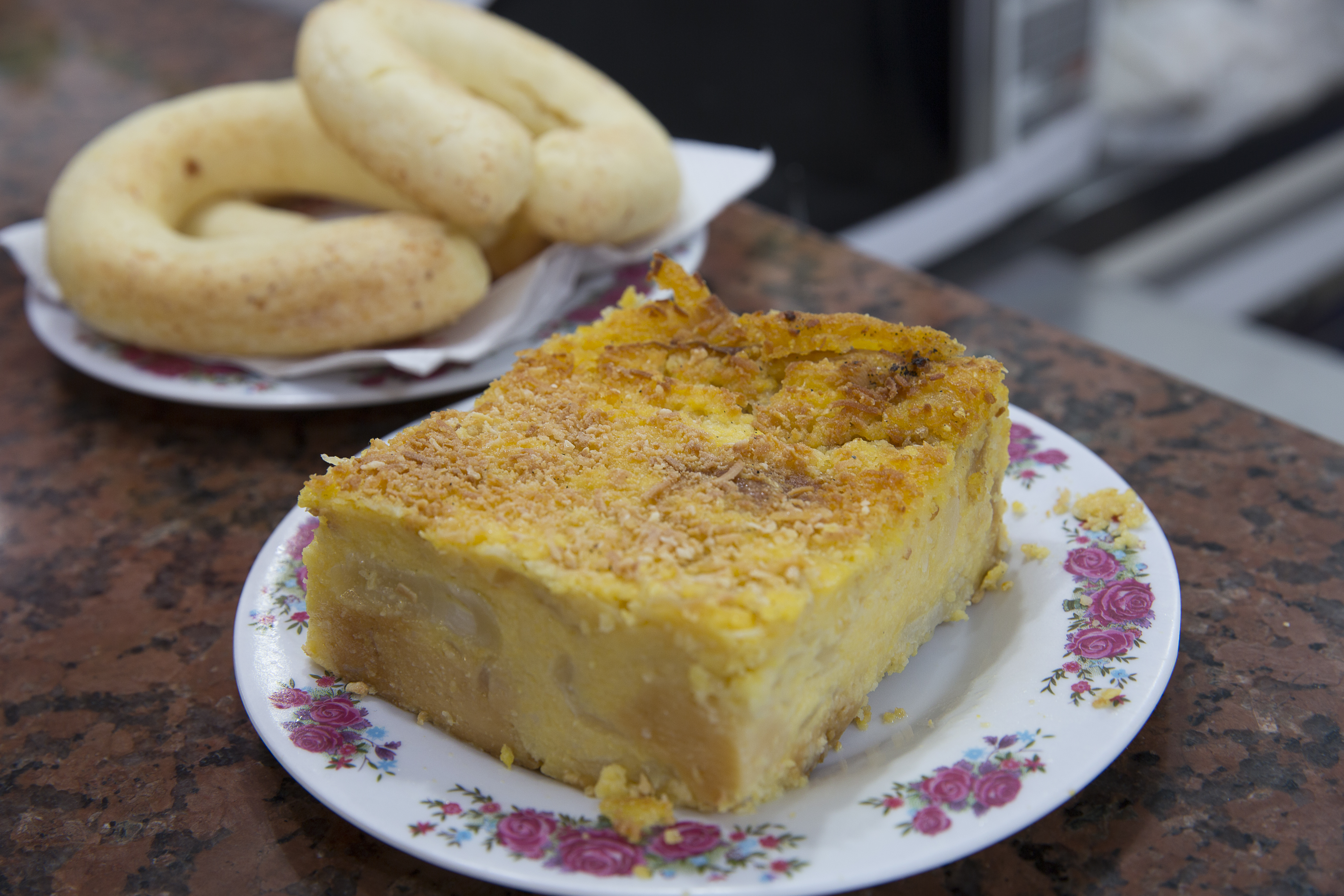
Sopa paraguaia e chipa, ao fundo

Nos diários de viajantes como o alemão Ulrich Schmidl e nos registros históricos da época do vice-reinado, consta em vários parágrafos que os carijós-guaraníes (tribo que habitava a região de Assunção) preparavam bolos e pães à base de mandioca e milho, misturados à gordura animal, conhecidos como "mbuyapé" ("pão" em guarani). A dieta guarani era complementada com alimentos crioulos que os espanhóis traziam do velho continente. Isso ocorreu devido à introdução do gado em 1556 em Assunção, e desses "novos" alimentos foram obtidos: carne bovina e ovina, leite, ovos, queijos, etc. Desta forma, as refeições com ingredientes da base gastronômica guarani (milho, mandioca, abóbora, batata doce, etc.) eram misturadas com ingredientes trazidos pelos espanhóis (carne, leite, queijo, ovos, etc.). Essa união deu origem a alimentos que são consumidos desde a era do vice-reinado até os dias atuais. Foi neste contexto que surgiu a receita dos pratos típicos paraguaios que têm como base a mandioca, o milho, o queijo, o leite e a carne bovina.